# Schömberger Stausee mit Palmbühl
Das Gebiet Schömberger Stausee mit Palmbühl ist ein vom Landratsamt Balingen am 28. Mai 1965 durch Verordnung ausgewiesenes Landschaftsschutzgebiet auf dem Gebiet der Stadt Schömberg im Zollernalbkreis.

## Lage
Das Landschaftsschutzgebiet Schömberger Stausee mit Palmbühl grenzt unmittelbar östlich an das Stadtgebiet an. Das Gebiet gehört größtenteils zum Naturraum Südwestliches Albvorland.

## Landschaftscharakter
Das Schutzgebiet umfasst die Schlichemtalsperre mit dem Schömberger Stausee, das wichtigste Naherholungsgebiet für die Stadt Schömberg, und den Palmbühl. Das Ufer des 10,4 ha großen Stausees ist größtenteils für die Freizeitnutzung erschlossen. Am Palmbühl befinden sich am Südwesthang mit Wiesen und Streuobstwiesen, das restliche Gebiet ist bewaldet. Durch das Gebiet verlaufen die Gleise der Zollernalbbahn.